# Damoetas nitidus
Genre
Synonymes
- Scirtetes L. Koch, 1879 nec Hartig, 1838

Espèce
Synonymes
- Scirtetes nitidus L. Koch, 1879

Damoetas nitidus, unique représentant du genre Damoetas, est une espèce d'araignées aranéomorphes de la famille des Salticidae.

## Distribution
Cette espèce est endémique d'Australie. Elle se rencontre au Queensland et en Nouvelle-Galles du Sud.

## Description
La carapace du mâle syntype mesure 1,5 mm.

## Systématique et taxinomie
Cette espèce a été décrite sous le protonyme Scirtetes nitidus par L. Koch en 1879. Le nom Scirtetes L. Koch, 1880 étant préoccupé par Scirtetes Hartig, 1838, il est remplacé par Damoetas par Peckham et Peckham en 1886.

## Publications originales
- L. Koch, 1879 : Die Arachniden Australiens. Nürnberg, vol. 1, p. 1045-1156 (texte intégral).
- Peckham & Peckham, 1886 : « Genera of the family Attidae: with a partial synonymy. » Transactions of the Wisconsin Academy of Sciences, Arts, and Letters, vol. 6, p. 255-342 (texte intégral).